# Ernst Laas
Ernst Laas, född 16 juni 1837 i Fürstenwalde, död 25 juli 1885 i Strasbourg, var en tysk filosof.
Efter utbildningen vid Joachimsthalsches Gymnasium i Berlin arbetade Laas under perioden 1854-1856 som privatlärare. Därefter bedrev han studier i teologi och filosofi och promoverades till filosofie doktor på avhandlingen Das Moral-Prinzip des Aristoteles. Efter examen arbetade han som lärare vid Wilhelms-Gymnasium i Berlin och skrev under denna period ett antal verk i pedagogik. År 1872 blev han professor i filosofi i Strassburg.
Laas var huvudrepresentant för en filosofisk positivism i Tyskland under andra tredjedelen av 1800-talet, vilken framför allt stödde sig på David Hume och John Stuart Mill. Han ställde sin positivism gentemot platonismen som den andra filosofiska huvudriktningen. Bland hans verk märks Idealismus und Positivismus (3 band, 1879-84).